# Carte d'Ebstorf

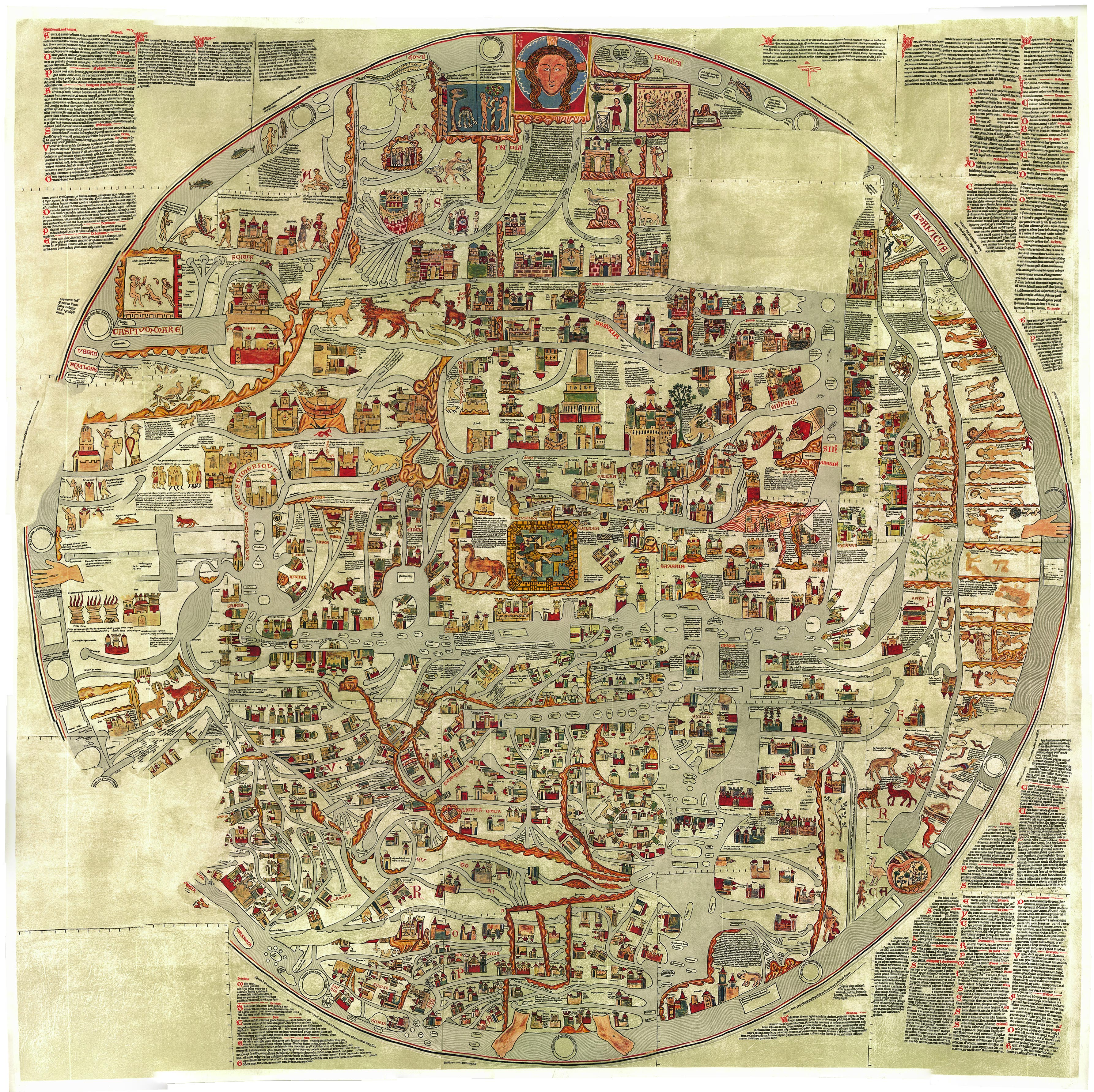
La carte d'Ebstorf

La Carte d'Ebstorf est une mappa mundi (carte du monde) réalisée autour de 1300. Elle mesure 3,6 sur 3 mètres, et contient plus de 2300 données sous forme de textes ou d’images, ce qui en fait la plus grande et la plus complexe des cartes médiévales connues. Elle était composée de 30 feuilles de parchemin cousues ensemble. Elle a été nommée d’après son lieu de découverte qui est probablement aussi son lieu de création, le couvent bénédictin d'Ebstorf, en Basse-Saxe,
Trouvée en 1830 dans une remise, elle a été détruite pendant le bombardement de Hanovre en 1943 et reconstituée d’après des copies anciennes.

## Contenu

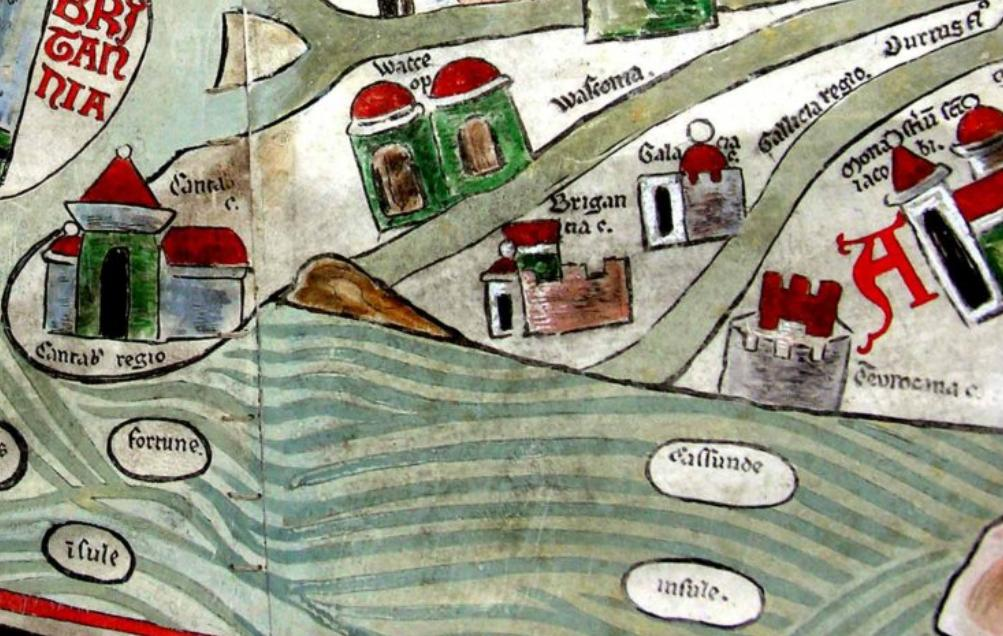
Exemple de son contenu : détail du nord-ouest de la péninsule ibérique, sur la carte du monastère d'Ebstorf.

La terre est représentée sous forme d’un disque circulaire, orientée avec l’est en haut. Là se trouve la représentation du Jardin d’Éden. Au centre de la carte est Jérusalem. L’Europe figure en bas à gauche. On y trouve des villes comme Aix-la-Chapelle, Rome, et les Îles Éoliennes. Les données figurant sur la carte se partagent en environ 1500 inscriptions textuelles, 500 représentations de bâtiments, 160 fleuves, 60 îles et montagnes, 45 êtres humains et fantastiques, et 60 bêtes.
Il n’était pas dans l’intention de l’auteur de réaliser une représentation géographiquement fidèle du monde. Ainsi, la ville de Rome est presque aussi grande que la Sicile. La carte a plutôt comme objectif de refléter les connaissances historiques, mythologiques et théologiques de son époque. Le monde est comparé au corps du Christ. On le reconnaît à sa tête (en haut), ses mains (sur le bord, à gauche et à droite), et ses pieds (en bas). On trouve aussi la carte du paradis, l’arche de Noé et la tour de Babel. La mythologie est présente dans les figures des Amazones. Une description détaillée est donnée dans Kugler (2007).